# The Okeh Sessions
The Okeh Sessions  — двойной альбом-сборник Биг Мэйбелл, выпущенный в 1983 году, и содержащий ранние записи певицы, сделанные в 1952—1955 годах. Лауреат 3rd Blues Music Awards 1983 года в номинации «Перевыпущенный альбом» .

## Об альбоме
Альбом записывался в Нью-Йорке в студии Okeh Records. Первая сторона пластинки записывалась в ходе двух сессий 8 (первые четыре песни) и 29 октября (две) 1952 года. Вторая сторона записывалась 11 июня 1953 года (три песни), и 20 января 1954 года (две). Третья сторона была записана 20 января 1954 года (две песни) и 2 марта 1954 года (оставшиеся). Первые четыре песни на последней стороне были записаны 23 сентября 1954 года; заключительная песня альбома 21 марта 1955 года. Песни «So Good To My Baby», «You’ll Be Sorry» и «Hair Dressin' Women» ранее не издавались. 
Антология охватывает лучшие песни в исполнении Биг Мэйбелл, «от дерзких номеров, таких как „Gabbin' Blues“ и „One Monkey Don’t Stop No Show“, до баллад, таких как „Ain’t No Use“ и „You’ll Be Sorry“, и до оригинальной версии классики рок-н-ролла „Whole Lotta Shakin’ Goin’ On“» , записанной более чем за два года до того, как Джерри Ли Льюис выпустил свою более роковую версию, «но он не может превзойти голос Биг Мейбелл, который звучит так, будто может содрать с церкви каждый слой краски». «Певице аккомпанировали сливки нью-йоркских студийных музыкантов, включая Сэма „The Man“ Тейлора на тенор-саксофоне, пылкого Микки Бейкера на гитаре и легендарного Панаму Фрэнсиса на барабанах. Но центральным элементом этих песен, несомненно, является этот большой, смелый и хлесткий голос — поистине чудесный звук, даже по высоким стандартам послевоенного, дорокового R&B» .
Другие обозреватели отмечают также что в альбоме впечатляют баллады, такие как «You'll Never Know», «Ain't No Use» и «You'll Be Sorry», которые показывают приятную, более мягкую сторону мастерства Мейбелл и в целом «треки, содержащиеся в этом альбоме, демонстрируют одну из величайших блюзовых певиц всех времен, в ее расцвете» .
«Мейбелл восторгается в «Country Man»: «Когда дело доходит до любви…он действительно знает, как…», а через несколько минут она рыдает и причитает в «Maybelle’s Blues»: «Мой мальчик встал и бросил меня около полуночи… сжальтесь… я так несчастна…». Есть зажигательный R&B-танцевальный трек, вышедший впервые на этом альбоме «So Good To My Baby», но ещё лучше шквал среднетемповых и медленных блюзовых номеров, которые вышли на этом диске — «Please Stay Away From My Sam», «No More Trouble Out Of Me» и «You’ll Be Sorry». В песне «Hair Dressin' Women» есть предостерегающий совет: «Женщины, которые, по-видимому, „любят трепаться весь день…“», а в стонущей песне «Ain’t To Be Played With» она выдаёт яростный ведущий царапающий вокал (возможно, это лучший вокал здесь)» .
«Её взрывные треки эпохи Okeh остаются одними из лучших примеров R&B с влиянием блюза, которые вы можете найти в пятидесятых» . 

## Список композиций

### Диск 1
| №  | Название                    | Автор(ы)                         | Длительность |
| -- | --------------------------- | -------------------------------- | ------------ |
| 1. | «Just Want Your Love»       | Биг Мэйбелл                      | 3:06         |
| 2. | «So Good To My Baby»        | Лерой Киркланд, Роуз Мари Маккой | 2:28         |
| 3. | «Mole's BluesGabbin' Blues» | Лерой Киркланд                   | 2:40         |
| 4. | «My Country Man»            | Лерой Киркланд, Сид Вич          | 2:33         |
| 5. | «Rain Down Rain»            | Лерой Киркланд, Линкольн Чейз    | 3:03         |
| 6. | «Way Back Home»             | Биг Мэйбелл, Лерой Киркланд      | 2:44         |

| №   | Название                | Автор(ы)                 | Длительность |
| --- | ----------------------- | ------------------------ | ------------ |
| 7.  | «Stay Away From My Sam» | Лерой Киркланд, Сид Вич  | 2:33         |
| 8.  | «Jinny Mule»            | Лерой Киркланд           | 2:45         |
| 9.  | «Maybelle's Blues»      | Биг Мэйбелл              | 3:10         |
| 10. | «I've Got A Feeling»    | Сид Вич                  | 2:52         |
| 11. | «You'll Never Know»     | Гарри Уоррен, Мак Гордон | 2:59         |

### Диск 2
| №  | Название                    | Автор(ы)                          | Длительность |
| -- | --------------------------- | --------------------------------- | ------------ |
| 1. | «No More Trouble Out Of Me» | Чарльз Синглтон, Роуз Мари Маккой | 3:24         |
| 2. | «My Big Mistake»            | Биг Мэйбелл                       | 2:38         |
| 3. | «Ain't No Use»              | Лерой Киркланд, Сид Вич           | 2:59         |
| 4. | «I'm Gettin' 'Long Alright» | Чарльз Синглтон                   | 2:47         |
| 5. | «You'll Be Sorry»           | Тедди Маккрей                     | 2:30         |
| 6. | «Hair Dressin' Women»       | Е. Гонсалес                       | 3:25         |

| №   | Название                        | Автор(ы)                  | Длительность |
| --- | ------------------------------- | ------------------------- | ------------ |
| 7.  | «One Monkey Don't Stop No Show» | Роуз Мари Маккой          | 2:50         |
| 8.  | «Don't Leave Poor Me»           | Лерой Киркланд            | 2:30         |
| 9.  | «Ain't To Be Played With»       | Лерой Киркланд            | 2:30         |
| 10. | «New Kind Of Mambo»             | Сид Вич                   | 2:35         |
| 11. | «Whole Lotta Shakin’ Goin’ On»  | Дэйв Уильямс, Санни Дэвид | 2:45         |

## Участники записи
- Биг Мэйбелл  — вокал

- Данни Мендельсон  — аранжировки, дирижёр (B4, B5, C1, C2)
- Лерой Киркланд  — аранжировки, дирижёр (А1 — B3, C3 — D4)
- Куинси Джонс  — аранжировки, дирижёр (D5)
- Флетчер Смит  — фортепиано (A1 — A6)
- Ли Андерсон  — фортепиано (B1 — B5)
- Эл Уильямс  — фортепиано (C1 — C6)
- Эрни Хайс  — фортепиано (D1 — D5)
- Джером Ричардсон — саксофон-альт (D5)
- Пол Риччи — саксофон-альт (C1 — C6)
- Дэйв Макрей — саксофон-баритон (A1 — B5, C1 — C6)
- Хейвуд Генри — саксофон-баритон (D5)
- Лесли Джонакинс — саксофон-баритон (D1 — D4)
- Сэм Тейлор — саксофон-тенор (A1 — B5, C1 — D4)
- Морис Симон — саксофон-тенор (D1 — D4)
- Бадд Джонсон — саксофон-тенор (D5)
- Альфред Коббс — тромбон  (A1 — A6)
- Эли Робинсон — тромбон  (B1 — B5)
- Билли Байерс — тромбон  (D5)
- Джо Уайлдер  — труба  (C1, C2)
- Тафт Джордан — труба  (C3 — C6)
- Джеймс Каннади  — гитара (A1 — A6)
- Брауни Макги  — гитара (B1 — B5)
- Микки Бейкер  — гитара (C1 — D5)
- Грэхен Монтур — бас (A1 — A6)
- Олл Холл — бас (B1 — B5)
- Ллойд Тротман — бас (C1 — С6, D5)
- Норман Кинан— бас (D1 — D4)
- Чарли Смит — ударные (A1 — A4)
- Марти Уилсон — ударные (A5 — B5)
- Джимми Крауфорд — ударные (C1 — С6)
- Панама Фрэнсис — ударные (D1 — D4)
- Херби Лоуэлл — ударные (D5)

## Производство
- Питер Гуральник — аннотация